# Punta de la Galera (Torredembarra)
La Punta de la Galera és un cap al litoral del municipi de Torredembarra, a la comarca catalana del Tarragonès. En aquest lloc està situal el far de Torredembarra.